# Start-Vaxes Partizan Cycling Team/Saison 2016
Dieser Artikel listet Erfolge und Fahrer des Radsportteams Start-Vaxes Partizan Cycling Team in der Saison 2016 auf.

## Nationale Straßen-Radsportmeister
| Datum  | Rennen                                   | Sieger      |
| ------ | ---------------------------------------- | ----------- |
| 8. Mai | Kubanische Meisterschaft – Straßenrennen | José Mojica |

## Abgänge – Zugänge
| Zugänge              | Team 2015            | Abgänge           | Team 2016                    |
| -------------------- | -------------------- | ----------------- | ---------------------------- |
| Ivan Stević          | Nankang-Dynatek      | Zsolt Dér         | Team Vorarlberg              |
| Dusan Kalaba         | Nankang-Dynatek      | Andreas Keuser    | Massi-Kuwait Cycling Project |
| Konrad Tomasiak      | Kolss-BDC Team       | Ever Ortiz        | Vivo Team Grupo Oresy        |
| Elvedin Catovic      |                      | Luca Frasa        | Unbekannt                    |
| Adhanom Zemekael     |                      | Ruben Caseny      | Massi-Kuwait Cycling Project |
| José Mojica          |                      | Jeison Prada      | Unbekannt                    |
| Jos Koop             | CCN Cycling Team     | Francisco Riveros | Unbekannt                    |
| Rene Corella         | IRT Racing           | Christoph Danner  | Unbekannt                    |
| Christopher Mansilla |                      | Marco Niemi       | Unbekannt                    |
| Joeri Bueken         |                      | Marc Vilanova     | Massi-Kuwait Cycling Project |
| Aleksander Roman     | Keith Mobel-Partizan | German Orue       | Unbekannt                    |
| Ernad Beganovic      | Nankang-Dynatek      | Axel Costa        | Massi-Kuwait Cycling Project |
| Matthias van Aken    |                      | Antero Velazquez  | Vivo Team Grupo Oresy        |
| Andrej Galovic       |                      |                   |                              |
| Ali Gülcan           |                      |                   |                              |
| Rolly Weaver         |                      |                   |                              |

## Mannschaft
| Name                  | Geburtstag         | Nationalität       |
| --------------------- | ------------------ | ------------------ |
| Ernad Beganovic       | 28. Januar 1996    | Serbien            |
| Joeri Bueken          | 1. März 1991       | Belgien            |
| Ulises Castillo       | 5. März 1992       | Mexiko             |
| Elvedin Catovic       | 4. Juli 1997       | Serbien            |
| Rene Corella          | 30. September 1991 | Mexiko             |
| Andrej Galovic        | 29. März 1997      | Serbien            |
| Ali Gülcan            | 29. August 1987    | Türkei             |
| Dusan Kalaba          | 25. Mai 1996       | Serbien            |
| Jos Koop              | 16. August 1988    | Niederlande        |
| Christopher Mansilla  | 24. Mai 1990       | Chile              |
| José Mojica           | 16. August 1987    | Kuba               |
| Romeo Daniel Quicibal | 27. Januar 1994    | Guatemala          |
| Aleksander Roman      | 24. November 1996  | Serbien            |
| Ivan Stević           | 12. März 1980      | Serbien            |
| Konrad Tomasiak       | 2. Dezember 1991   | Polen              |
| Matthias van Aken     | 18. September 1992 | Belgien            |
| Rolly Weaver          | 22. Dezember 1990  | Vereinigte Staaten |
| Adhanom Zemekael      | 7. April 1995      | Eritrea            |